# 卡多雷地区卡拉尔佐
卡多雷地区卡拉尔佐（義大利語：Calalzo di Cadore）是意大利威尼托大区贝卢诺省的一个市镇。总面积43平方公里，人口2261人，人口密度52.6人/平方公里（2009年）。国家统计（ISTAT）代码为025008。